# Папанастасиева къща
Папанастасиевата къща (на гръцки: Οικία Παπαναστασίου) е къща в преспанското село Герман (Агиос Германос), Гърция.
Къщата е собственост е на Томас Папанастасиос. В 1987 година къщата е обявена за паметник на културата като важен архитектурен паметник.